# Susanne Bier
Susanne Bier R. (født 15. april 1960 i København) er en dansk filminstruktør. Efter uddannelse fra Den Danske Filmskole i 1987 har hun instrueret flere danske film, såsom Den eneste ene (1999), Elsker dig for evigt (2002), Brødre (2004), Efter brylluppet (2006), Hævnen (2010) og Den skaldede frisør (2012).
Bier har også instrueret flere udenlandske produktioner, såsom Things We Lost in the Fire (2007), Natportieren (2016), Bird Box (2018) og The Undoing (2020). Biers produktioner har indbragt hende Oscar-, Golden Globe-, BAFTA-, Cannes-, Bodil- og Robert-nomineringer og priser, og hun modtog i 2011 Oscar- og Golden Globe-priserne for bedste udenlandske for Hævnen, ligesom hun i 2016 modtog en Emmy Award for bedste mini-serie for Natportieren, hvilket gjorde hende til den første dansker til at have modtaget alle tre. Hun blev i 2010 udnævnt til ridder af Dannebrog.

## Opvækst og baggrund
Bier blev født den 15. april 1960 i København som datter af Rudolf Salomon Bier, direktør, og Hennie Bier (fødenavn Jonas), fotograf og kunstmaler, og hun voksede op i Svanemøllen i et ortodokst jødisk hjem. Hun har to yngre brødre, Phillip Bier (f. 1961) og Jacob Bier (f. 1964). Biers forældre var begge jødiske flygtninge; farens familie flygtede fra Tyskland til Danmark efter Hitler kom til magten i 1933, mens morens familie flygtede til Danmark fra Rusland i starten i 1900'erne for at undgå den stigende antisemitisme i landet. I 1943 flygtede familierne, ligesom de fleste danske jøder, fra Danmark til Sverige for at undslippe deportering til nazisternes koncentrationslejre. Tre år efter afslutningen på 2. verdenskrig, vendte familierne tilbage til Danmark. Som følge af holocaust opdrog Biers forældre deres børn med stærke moralske værdier og principper. Modstandsdygtighed og ære ville senere blive et tilbagevendende og vigtigt tema i Biers film. Bier har udtalt, at hun ikke er praktiserende jøde
Bier gik på den jødiske privatskole Carolineskolen og senere på Niels Steensens Gymnasium. Hun flyttede i 1978 til Jerusalem, Israel, hvor hun først studerede religion på Hebrew University, men efter et par måneder skiftede til at studere arkitektur på Bezalel Academy of Arts. Hun studerede og boede i Jerusalem indtil 1980, hvorefter hun flyttede til London, England, hvor hun begyndte et studie i arkitektur ved Architectural Association. Under sit studie opdagede hun interessen for historiefortælling, og hun søgte ind på en filmskole for scenografer i England, men indså under optagelsessamtalen at hun ønskede at være instruktør. Hun søgte herefter ind og blev optaget på Den Danske Filmskoles instruktørlinje i 1983, hvor hun studerede frem til 1987, hvor hun dimitterede med afgangsfilmen De saliges ø.

## Karriere

### 1987-2005: Gennembrud,Den eneste ene,Brødre
Efter endt uddannelse fra Den Danske Filmskole i 1987 arbejdede Bier i en periode som assistent for Jørgen Leth på hans Notater om kærligheden, og hun instruerede to musikvideoer for det tyske synth pop-band Alphaville. Hun debuterede som instruktør med den dansk-svenske komedie Freud flytter hjemmefra i 1991. Filmen, der omhandler en jødisk familie bosat i Stockholm efter 2. verdenskrig og som havde bl.a. Ghita Nørby på rollelisten, modtog positiv anmeldelser og kritik. Det følgende år, i 1992, instruerede hun kortfilmen Brev til Jonas, som handler om to pigers kibbutz-ophold i Israel, der modtog Robert-prisen for bedste kortfilm. I 1993 instruerede hun det dansk-svenske drama Det bli'r i familien, som atter havde Ghita Nørby i hovedrollen og filmen modtog blandede anmeldelser. I 1995 instruerede hun det svenske romantiske drama Pensionat Oskar og i 1997 skrev og instruerede hun den danske thriller Sekten. Begge film modtog blandede anmeldelser.
Biers gennembrud kom i 1999, da hun instruerede den romantiske komedie Den eneste ene, som hun skrev i samarbejde med Kim Fupz Aakeson. Filmen, der følger den gravide Sus, hvis kærlighedsliv vendes op og ned, og som havde Sidse Babett Knudsen, Paprika Steen, Niels Olsen og Lars Kaalund på rollelisten, blev hurtigt en anmelder- og publikumssucces. Filmen blev med over 800.000 solgte biografbilletter den mest sete danske film i biograferne i 1999, og Bier modtog sine første Bodil- og Robert-priser for bedste danske film. Året efter, i 2000, instruerede Bier den svenske romantiske komedie Hånden på hjertet, som følger den Melodi Grand Prix-elskende Mona.
I 2002 indledte Bier sit første samarbejde med manuskriptforfatter og instruktør Anders Thomas Jensen, da de sammen skrev og hun instruerede dogme-filmen Elsker dig for evigt med Mads Mikkelsen, Sonja Richter, Nikolaj Lie Kaas og Birthe Neumann på rollelisten. Filmen, der var langt mere mørk og alvorlig end tidligere set hos Bier, blev hurtigt en anmelder- og publikumssucces og modtog adskillige priser og nomineringer, og Bier modtog bl.a. Bodilprisen for bedste danske film, Publikumsprisen ved Robert-uddelingen, og blev nomineret til Golden Seashell-prisen ved San Sebastián International Film Festival i Spanien. Bier og Anders Thomas Jensen fortsatte deres samarbejde ved Biers næste film, dramaet Brødre fra 2004, som følger trekantsdramaet mellem to brødre og den enes kone, da den ene bror formodes omkommet under en krigsaktion i Afghanistan. Filmen, der har Ulrich Thomsen, Connie Nielsen og Nikolaj Lie Kaas i hovedrollerne, blev en stor anmelder- og publikumssucces, og Bier blev for første gang nomineret til European Film Awards "Best Director", og hun vandt publikumsprisen ved Sundance Film Festival. Filmen blev fem år senere, i 2009, genindspillet på engelsk, under titlen Brothers, med et cast bestående af Tobey Maguire, Natalie Portmann og Jake Gyllenhaal under instruktion af Jim Sheridan.

### 2006-2014: Internationale gennembrud,Efter brylluppet,Hævnen
I 2006 fik Bier sit internationale gennembrud, da hun instruerede dramaet Efter brylluppet, som hun atter skrev i samarbejde med Anders Thomas Jensen. Filmen, der havde Mads Mikkelsen og Sidse Babett Knudsen i hovedrollerne, blev endnu en stor anmelder- og publikumssucces, og én af mest sete danske film i biograferne det år med 390.000 solgte billetter. Successen kulminerede, da Bier modtog sin første Oscar-nominering, da filmen i 2007 blev nomineret til Oscar for bedste udenlandske film. Filmen blev i 2019 genindspillet på engelsk under instruktion af Bart Freundlich, hvor de to hovedroller nu blev spillet af to kvinder; Juliane Moore og Michelle Williams. Bier fik sin debut som instruktør af en amerikansk film i 2006, da hun instruerede dramaet Things We Lost in the Fire med Halle Berry og Benicio Del Toro i de bærende roller. Filmen overvejende positive anmeldelser.
Bier instruerede i 2010 det romantiske drama Hævnen med Trine Dyrholm, Mikael Persbrandt og Ulrich Thomsen i de bærende roller, med manuskript af Anders Thomas Jensen. Filmen blev modtaget med stor ros og international anerkendelse og blev én af de mest sete danske film med over 400.000 solgte biografbilletter. Hævnen markerede Biers tredje film på Det Danske Filminstituts liste over film udgivet mellem 2001-2011, der havde formået et biografbilletsalg på over 400.000, hvor Brødre (2004) og Elsker dig for evigt (2002) ligeledes var at finde. Filmen modtog en lang række internationale priser og nomineringer, hvor Bier bl.a. modtog prisen for "Best Director" ved European Film Award, mens filmen vandt Golden Globe- og Oscar-priserne for bedste udenlandske film, hvilket gjorde Bier til den første danske kvindelige instruktør at vinde en Oscar. To år efter instruerede Bier i 2012 det romantiske komedie-drama Den skaldede frisør, som følger den tidligere kræftpatient Ida, hvis liv vendes op og ned i forbindelse med sin datters bryllup i Italien. Filmen, der havde Trine Dyrholm, Pierce Brosnan og Molly Egelind på rollelisten modtog positive anmeldelser og Bier vandt publikumsprisen for bedste komedie ved Robert-uddelingen.
I 2014 instruerede hun drama-thrilleren En chance til med Nikolaj Coster-Waldau i hovedrollen som betjenten Andreas, der i et forsøg på at redde et spædbarn, stjæler ham fra sine stofmisbrugende forældre. Filmen modtog positive anmeldelser. Samme år instruerede hun også det amerikanske historiske drama Serena med Bradley Cooper og Jennifer Lawrence i hovedrollerne, men filmen modtog overvejende negative anmeldelser.

### 2016-nu:Natportieren,Bird Box,The Undoing
Bier instruerede i 2016 den britiske drama-miniserie Natportieren, som er baseret på John le Carrés spændingsroman af samme navn fra 1993. Serien, der bl.a. havde Tom Hiddleston, Hugh Laurie, Olivia Colman og Tom Hollander på rollelisten, havde premiere på BBC i februar 2016. Serien blev en stor anmelder- og publikumssucces, og serien modtog adskillige priser og nomineringer, og Bier vandt sin første Primetime Emmy Award i kategorien Best Director, hvilket gjorde hende til den første dansker nogensinde til at have vundet en Oscar-, Golden Globe- og Emmy-pris.
To år efter, i 2018, instruerede Bier Netflix-horror-thrilleren Bird Box, der er baseret på John Malermans roman af samme navn fra 2014. Filmen, der havde Sandra Bullock i hovedrollen, havde global premiere i december 2018, og havde efter én uge, den bedste åbningsuge for en original Netflix-film i streamingsplatformens historie med over 45 mio. visninger. Til trods for at filmen modtog blandede anmeldelser, fortsatte hypen omkring den, og et år efter rapporterede Netflix, at filmen var blevet set af over halvdelen af platformens daværende 158 mio. brugere. Filmen var den mest streamede film på platformen i tre år med over 280 millioner visninger, indtil den i 2021 blev overgået af action-komedien Red Notice.
I 2020 instruerede Bier HBOs mini-dramaserie The Undoing, der er baseret på Jean Hanff Korelitzs bestseller You Should Have Known. Om serien, der havde Nicole Kidman, Hugh Grant og Donald Sutherland i hovedrollerne, og som omhandler det mystiske mord på en ung velhavende mor i overklasse New York, udtalte Bier: "...Ligesom mange andre har jeg gået rundt i kvartererne omkring Central Park og kigget op på husene og tænkt: ”Hvad er det for nogle liv, der leves deroppe i nogle af de største og dyreste lejligheder i verden?” ’The Undoing’ gav mig pludselig adgang til den overklasse..." Miniserien på seks afsnit blev modtaget med stor anerkendelse og ros, og blev den mest sete serie på HBO i USA i 2020, og den anden mest sete i Danmark på HBO Nordic, kun overgået af serien Vikings. Serien modtog to Emmy-nomineringer og fire Golden Globe-nomineringer, dog uden at vinde.
I 2022 havde antologi-drama-serien The First Lady med Bier som instruktør, premiere på den amerikanske tv-kanal Showtime. Serien, der følger de forskellige førstedamer ved Det Hvide Hus igennem tiden, og bl.a. havde Michelle Pfeiffer, Viola Davis og Gillian Anderson på rollelisten, modtog overvejende negative anmeldelser.

## Privat
Bier var i en periode gift med Tómas Gislason, instruktør og klipper, og de har sammen sønnen, Gabriel Bier Gislason (f. 1989).
Bier blev gift i 1995 med Phillip Zandén, skuespiller, og de har sammen datteren, Alice Ester Bier Zandén (f. 1995). Parret gik fra hinanden mellem 2003-2004.
Bier er gift med Jesper Winge Leisner, komponist. De mødtes under produktionen af Den eneste ene, hvor Leisner var komponist.

## Filmografi
- De saliges ø
- Freud flytter hjemmefra (1991)
- Brev til Jonas (1992)
- Luischen (1993)
- Det bli'r i familien (1994)
- Abra kadabra (1995)
- Pensionat Oskar (1995)
- Sekten (1997)
- Den eneste ene (1999)
- Hånden på hjertet (2000)
- Elsker dig for evigt (2002)
- Brødre (2004)
- Efter brylluppet (2006)
- Things We Lost in the Fire (2007)
- Hævnen (2010)
- Den skaldede frisør (2012)
- Serena (2014)
- En chance til (2015)
- Natportieren (2016) (mini-serie)
- Bird Box (2018)
- The Undoing (2020)
- The First Lady (2022) (serie)
- The Perfect Couple Netflix-serie (2024)

## Udvalgte priser
- 2016 – Emmy Award – som bedste instruktør af en miniserie eller film for Natportieren.[29]
- 2011 – Oscar for bedste fremmedsprogede film for Hævnen
- 2011 – Golden Globe for Hævnen
- 2010 – Ridder af Dannebrog.[1]
- 2003 – Bodilprisen for bedste danske film for Elsker dig for evigt.
- 2003 – Robert, publikumsprisen, for Elsker dig for evigt.
- 2000 – Robert for årets danske spillefilm for Den eneste ene.
- 1999 – Bodilprisen for bedste danske film for Den eneste ene.
- 1993 – Robert for bedste kort/dokumentarfilm for Brev til Jonas.